# Schapen (geslacht)

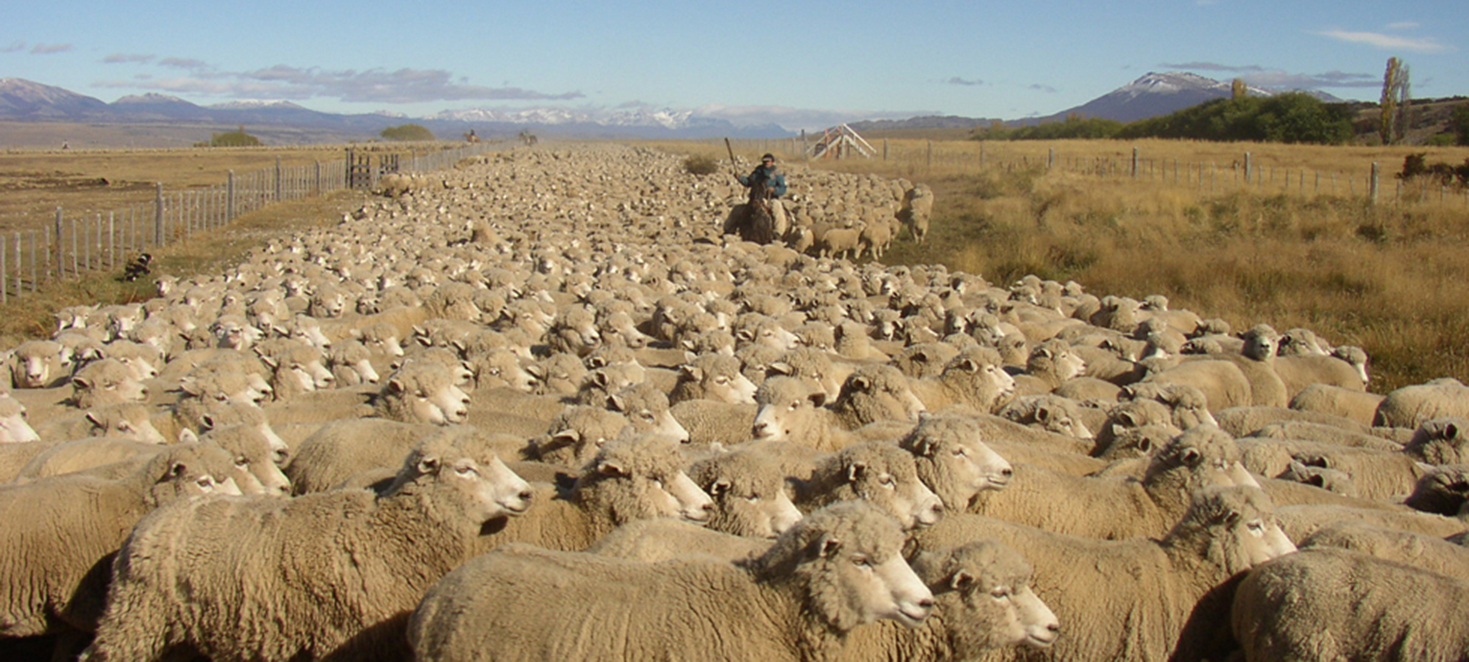
Schapen in Patagonië, Argentinië

De schapen (Ovis) zijn een geslacht van hoefdieren uit de onderfamilie bokken (Caprinae) van de holhoornigen (Bovidae). Tot dit geslacht behoren het schaap en zijn wilde verwanten als de moeflon, de argali en het dikhoornschaap. De wetenschappelijke naam ervan werd in 1758 gepubliceerd door Carl Linnaeus.

## Kenmerken

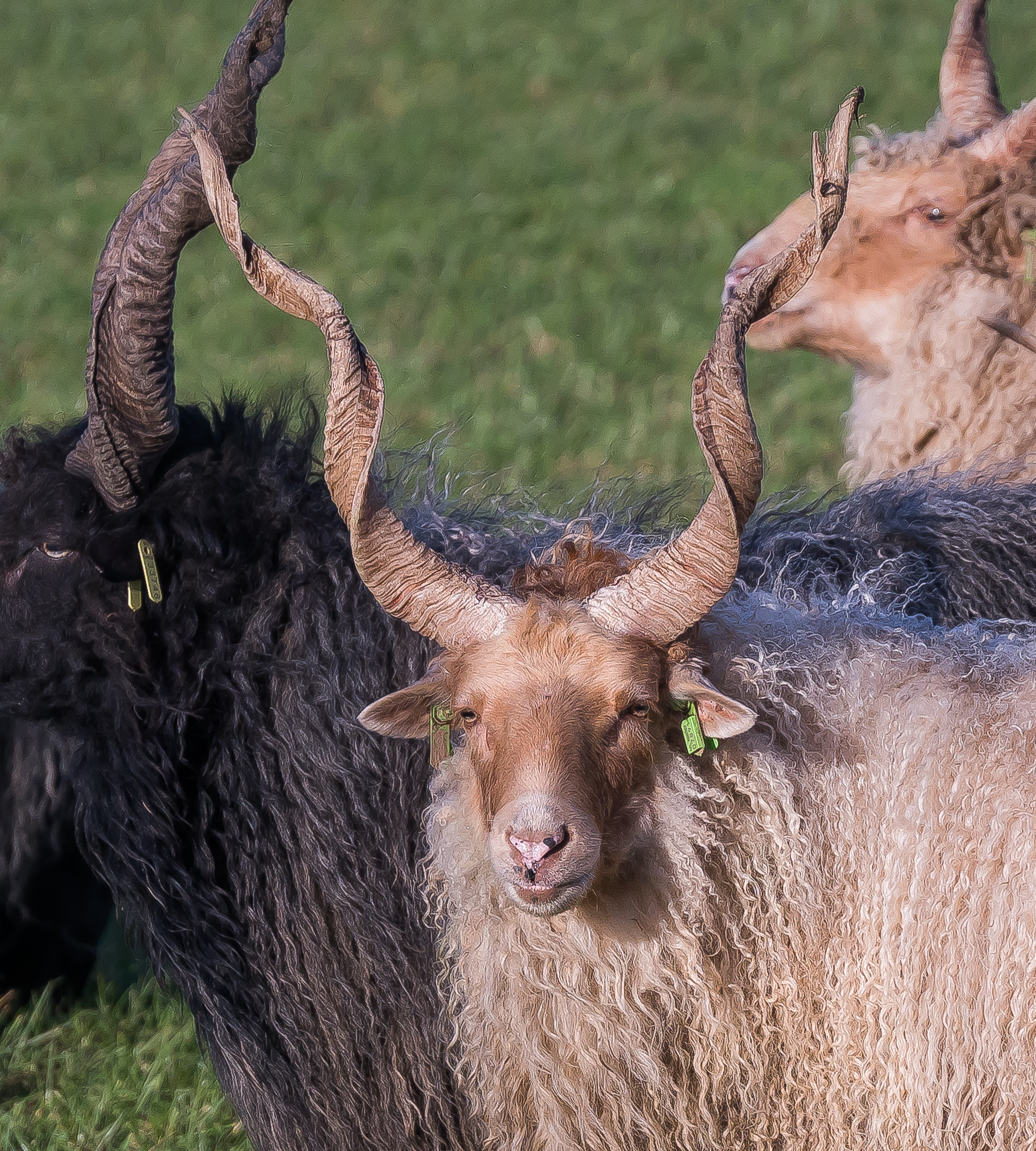
Rackaschapen

Schapen lijken uiterlijk wel op de verwante geiten (geslacht Capra). Mannetjesschapen (rammen) zijn te onderscheiden van mannetjesgeiten (bokken) door het ontbreken van een sik en de vorm van de hoorns. Rammen hebben lange hoorns die omkrullen, terwijl de hoorns van bokken niet krullen. Bij sommige (onder)soorten krullen de hoorns achterwaarts, maar bij de meeste (onder)soorten krullen ze voorwaarts, achter de oren langs naar voren. Ook hebben rammen geen sterke lichaamsgeur, zoals de bokken. Schapen hebben klieren achter de ogen, op de voeten en in de liezen. De staart is vrij kort. Vrouwtjesschapen (ooien) hebben over het algemeen vrij kleine hoorns, alhoewel er enkele rassen van het tamme schaap en ondersoorten van het moeflon zijn waarbij de vrouwtjes geen hoorns hebben.

## Verspreiding en habitat
Wilde schapen leven voornamelijk in open vlakten nabij rotsachtige streken. In gebieden waar geen wilde geiten leven, zoals in de Rocky Mountains, leven de schapen ook hoger in de bergen. Belangrijke vijanden zijn de wolf en (middel)grote katachtigen als panter, lynx, sneeuwpanter en poema. Bij gevaar vluchten de schapen in een grote kudde weg.
Wilde schapen komen voor van Klein-Azië via Iran en Tibet tot Mongolië en Siberië in Azië, en in het westen van Noord-Amerika van Alaska tot Noord-Mexico. Verwilderde populaties komen onder andere voor op eilanden in de Middellandse Zee en de Orkney-eilanden.
Schapen leven in grote kudden. De geslachten leven meestal gescheiden, behalve in het paarseizoen. De mannetjes vechten om de gunsten van de vrouwtjes door middel van kopstoten met de zware hoorns. Bij grotere soorten zijn de hoorns het zwaarst.

## Taxonomie
Er zijn zeven recente soorten, die in twee ondergeslachten worden ingedeeld. De taxonomische status van verscheidene soorten is vrij onduidelijk en diverse wetenschappers gebruiken andere indelingen. Vooral de soorten uit het ondergeslacht Ovis zijn vrij nauw aan elkaar verwant en soorten en ondersoorten worden soms bij de ene soort, dan weer bij de andere soort ingedeeld. Ook over de te onderscheiden ondersoorten bestaat geen overeenstemming.
- Ondergeslacht Ovis
  - Ovis ammon – Argali of wild schaap
  - Ovis aries – Schaap
    - Ovis aries musimon – Europese moeflon

  - Ovis gmelinii – Aziatische moeflon
  - Ovis vignei – Oerial of steppeschaap
- Ondergeslacht Pachyceros
  - Ovis canadensis – Dikhoornschaap
  - Ovis dalli – Dalls schaap of dunhoornschaap
  - Ovis nivicola – Sneeuwschaap